# Carmelo Traini
Carmelo Traini (Bergamo, 15 novembre 1970) è un ex maratoneta e fondista di corsa in montagna italiano.

## Biografia
Nel 1997 ha partecipato ai Mondiali di corsa in montagna, concludendo la gara in quattordicesima posizione e vincendo la medaglia d'oro a squadre.

## Palmarès
| Anno | Manifestazione                | Sede             | Evento         | Risultato | Prestazione | Note |
| ---- | ----------------------------- | ---------------- | -------------- | --------- | ----------- | ---- |
| 1997 | Mondiali di corsa in montagna | Malé Svatoňovice | Corsa seniores | 14º       |             |      |
| 1997 | Mondiali di corsa in montagna | Malé Svatoňovice | A squadre      | Oro       |             |      |

## Campionati nazionali
1999
- 22º ai campionati italiani di corsa campestre

## Altre competizioni internazionali
1991
- 14º alla Scalata allo Zucco ( San Pellegrino Terme) - 47'27"

1992
- 9° alla Mezza maratona di Acquanegra sul Chiese ( Acquanegra sul Chiese) - 1h07'34"
- Argento al Cross di Rovetta ( Rovetta)

1994
- 77º alla Stramilano ( Milano) - 1h07'07"
- Argento alla Mezza maratona di Ostiano ( Ostiano)

1995
- 6° alla Maratonina delle Quattro Porte ( Pieve di Cento) - 1h06'13"
- 15° alla Scarpa d'Oro	( Vigevano), 8 km - 25'42"
- 15° al Cross delle Pradelle ( Domegge di Cadore) - 33'52"
- Oro all'Erba-Capanna Mara - 43'16"[1] (in squadra con Togni)

1996
- 4° alla Mezza maratona di Ferrara ( Ferrara) - 1h04'35"
- 5° alla Maratonina Valle dei Laghi ( Pietramurata) - 1h05'43"
- 9° alla Dieci miglia del Garda ( Navazzo), 10 miglia - 50'22"[2]
- Oro alla Scalata dello Zucco	( San Pellegrino Terme), 11 km - 53'32"

1997
- 22° alla Maratona d'Italia ( Carpi) - 2h24'06"[3]
- 4° alla Mezza maratona di Ferrara ( Ferrara) - 1h04'46"
- 11° alla Mezza maratona del Garda ( Gargnano) - 1h06'25"
- Bronzo al Cross della Badia ( Brescia) - 31'33"[4]

1998
- 13° alla Stramilano ( Milano) - 1h06'49"

1999
- 19° alla Maratona di Torino ( Torino) - 2h19'37"
- Oro alla Mezza maratona di Ravenna ( Ravenna) - 1h05'41"
- 4° al Trofeo Plebani ( Adrara San Martino)
- Oro al Giro di S. Gottardo ( Carpenedolo), 9 km[5]

2000
- Oro alla Scalata dello Zucco	( San Pellegrino Terme), 11 km - 52'17"